# Ахлестин, Степан Андреевич
Степан Андреевич Ахлестин (1897, Екатеринбургская губерния — 15 января 1942, Узунджа) — советский партизан. Член ВКП(б). Участник Великой Отечественной войны.

## Биография
Родился в 1897 году в селе Кутежи Екатеринбургской губернии (сейчас — Свердловская область). Во время Первой мировой войны из Уфы был призван в Русскую императорскую армию. Проходил службу в частях Русского экспедиционного корпуса во Франции. В 1918 году Ахлестин в составе корпуса прибыл в Севастополь для борьбы с революционным движением. Там был мобилизован белогвардейцами на линкор «Воля» (позднее — «Генерал Алексеев»).
24 января 1920 года совершил побег с корабля и примкнул к большевистскому партизанскому отряду, действовавшему у Балаклавы. Там вступил в комсомол. После окончания гражданской войны работал старшим милиционером в Балаклаве. В 1920 году участвовал в организации комсомольской ячейки в Балаклаве, а в феврале 1921 году был избран секретарём Балаклавского райкома комсомола и вступил в коммунистическую партию.
Принимал участие в создании сельскохозяйственной артели «Борьба» в Балаклаве. Затем отправился уполномоченным милиции в Башкирскую АССР, но со временем вернулся в Крым, где трудился в районном земельном отделе Балаклавы. С 1924 по 1926 год учился в Симферопольской областной партийной школе, после чего занимался партийной работой. Трудился в организациях в Севастополе, Белогорске и Джанкое. С марта 1935 года Ахлестин работал на совхозе «Профинтерн» в Балаклавском районе. Вначале являлся заместителем директора, а затем управляющим отделения совхоза.
Во время Великой Отечественной войны осенью 1941 года добровольцем вступил в Балаклавский партизанский отряд. Служил в качестве начальника боепитания отряда. Занимался снабжением оружием и боеприпасами. Участвовал в боевых операциях в тылу немецких и румынских сил осаждающих Севастополь, проводил разведку. 15 января 1942 года во время боя у деревни Скеля предпринял попытку доставить в партизанский штаб донесение о бое после прорыва окружения. Но был пойман и убит в селе Узунджа. Тело Ахлестина было найдено 17 января 1942 года и захоронено на месте базирования отряда.
На территории отделения агрофирмы «Золотая балка» (ранее — «Профинтерн») в 1987 году в честь Ахлестина был установлен памятник авторства скульптора Александры Сухой. Имя партизана также носит одна из улиц населённого пункта 1-е отделения Золотой Балки. Пистолет Ахлестина хранится в фондах Дома-музея Севастопольского подполья.

## Личная жизнь
Супруга — Анна Харитоновна, повар. Имел дочь.